# سرو آسکوتان
سرو آسکوتان (به اسپانیایی: Cerro Ascotan) یک کوه در شیلی و بولیوی است. سرو آسکوتان ۵٬۴۷۳ متر بالاتر از سطح دریا واقع شده‌است.